# They Who Dare
They Who Dare is een Britse oorlogsfilm uit 1954 onder regie van Lewis Milestone. De film werd destijds uitgebracht onder de titel De onverschrokkenen.

## Verhaal
Tijdens de oorlog worden zes Britse commando's, twee Griekse officieren en twee plaatselijke gidsen op missie uitgezonden om twee Duitse vliegvelden op Rodos te vernietigen. Ze worden per duikboot naar het eiland gebracht. Ze komen 's nachts aan land en moeten de bergen oversteken om hun doelwit te bereiken. Enkele leden van de groep worden echter gevangengenomen.

## Rolverdeling
| Acteur            | Personage              |
| ----------------- | ---------------------- |
| Kay Callard       | Revuezangeres          |
| William Russell   | Luitenant Tom Poole    |
| Dirk Bogarde      | Luitenant David Graham |
| Harold Siddons    | Luitenant Stevens      |
| Eric Pohlmann     | Kapitein Papadapoulos  |
| Akim Tamiroff     | Kapitein George I      |
| Gérard Oury       | Kapitein George II     |
| Lisa Gastoni      | Vriendin van George II |
| Sam Kydd          | Marine Boyd            |
| Peter Burton      | Marinier Barrett       |
| David Peel        | Sergeant Evans         |
| Denholm Elliott   | Sergeant Corcoran      |
| Michael Mellinger | Toplis                 |
| Alec Mango        | Patroklis              |
| Anthea Leigh      | Marika                 |